# Хёйгор, Йонлейф
Йо́нлейф Хёйгор (фар. Jónleif Højgaard; род. 26 октября 1988 года, в Тофтире, Фарерские острова) — фарерский футболист, нападающий.

## Карьера
Йонлейф — воспитанник клуба «Б68». Молодой игрок дебютировал за клуб в 2007 году, когда «Б68» выступал во второй по значимости фарерской лиге. «Б68» получил повышение в классе, а Йонлейф дебютировал в высшей лиге. Йонлейф стал твёрдым игроком основного состава, а в сезоне-2009 провёл очень продуктивный сезон. В последующие три сезона он регулярно выходил на поле, однако его бомбардирские достижения были весьма скромны. В 2012 году «Б68» вылетел из Премьер-Лиги из-за плохой игры своих форвардов, включая Йонлейфа, который смог забить всего лишь три мяча в двадцати одном матче чемпионата. Однако в первой лиге ему удалось забить двадцать четыре гола и помочь своему клубу вернуться в элиту. Там команда надолго не задержалась, а Йонлейф вернулся к прежней результативности.

## Достижения

### Командные
«Б68»
- Победитель первого дивизиона (2): 2007, 2013

 «НСИ»
- Обладатель Кубка Фарерских островов (1): 2017

### Личные
- Лучший бомбардир первого дивизиона (1): 2013 (24 гола)